# Carex cariei
Carex cariei är en halvgräsart som beskrevs av Aubin. Carex cariei ingår i släktet starrar, och familjen halvgräs. Inga underarter finns listade i Catalogue of Life.